# Jaap Spaanderman
Jacobus Hendrikus Bastiaan „Jaap“ Spaanderman jr. (* 17. Oktober 1896 in Gouda/Provinz Zuid-Holland; † 22. Juli 1985 in Laren/Provinz Noord-Holland) war ein niederländischer Pianist, Cellist, Dirigent und Musikpädagoge.

## Leben
Spaanderman war der Sohn des Organisten und Dirigenten Jacobus Hendrikus Bastiaan Spaanderman sr. Er studierte Cello bei Isaac Mossel und Klavier bei Sarah Bosmans-Benedict, der Mutter der Pianistin und Komponistin Henriëtte Bosmans. Er erhielt den Prix d’excellence des «Muzieklyzeum Amsterdam» als Cellist 1918 und als Pianist 1920. Am Conservatorium van de Vereniging «Muzieklyceum» unterrichtete er von 1922 bis 1932 Klavier und erneut ab 1949 Klavier und Dirigieren. Zu seinen Schülern zählten Bart Berman, Theo Bruins, Albert Brussee, Bernard Diamant, Stanley Hoogland, Jan Marisse Huizing, Guus Janssen, Hans Kox, Reinbert de Leeuw, Lucas Vis, Hans Vonk und Edo de Waart.
Zu Beginn seiner Laufbahn unternahm Spaanderman zwei Konzerttourneen durch Niederländisch-Indien, eine davon mit dem Cellisten Gérard Hekking. 1922 wurde er als Nachfolger von Evert Cornelis Pianist des Concertgebouw Sextet. Später bildete er mit dem Geiger und Komponisten Louis Zimmermann und dem Cellisten Marix Loevensohn das Concertgebouw Trio. Er nahm in dieser Zeit Dirigierunterricht bei Richard Hagel in Berlin und wurde 1932 Dirigent des Arnhem Philharmonic Orchestra.